# Nationale Vergadering (Zambia)
De Nationale Vergadering (Engels: National Assembly) is het eenkamerparlement van Zambia en telt 166 leden waarvan er 156 worden gekozen via een meerderheidsstelsel en 9 worden benoemd door de president van Zambia. Daarnaast heeft de vicepresident van het land zitting in de Nationale Vergadering.
Verkiezingen vinden om de vijf jaar plaats. De verkiezingen van 2016 werden gewonnen door het Patriotic Front dat 80 zetels behaalde (+20). De oppositie wordt gevormd door een drietal partijen waarvan de United Party for National Development (UPND) met 58 zetels (+30) de voornaamste is.
Het parlementsgebouw dateert uit 1966 en werd dus enige jaren na de onafhankelijkheid gebouwd.
Voorzitter van de Nationale Vergadering is sinds 2011 Patrick Matibini. Hij is partijloos en een rechter bij het hooggerechtshof van Zambia. 

## Geschiedenis
De voorloper van de Nationale Vergadering was de Wetgevende Raad van Noord-Rhodesië (Legislative Council of Northern Rhodesia) die bestond van 1924 tot 1964, ten tijde van het Britse protectoraat. Alleen blanke Europeanen hadden zitting in de Wetgevende Raad. Aan deze situatie kwam pas in de jaren vijftig verandering. Van de 30 leden van de Wetgevende Raad in 1959 waren er 22 direct gekozen. Onder hen waren 8 zwarte Afrikanen en 14 blanke Europeanen. De overige 8 waren benoemde leden.

## Zetelverdeling
|  | ■ Patriotic Front (80) ■ UPND (58) ■ MMD (3) ■ FDD (1) ■ Partijloos (14) |

## Lijst van voorzitters(Speakers)

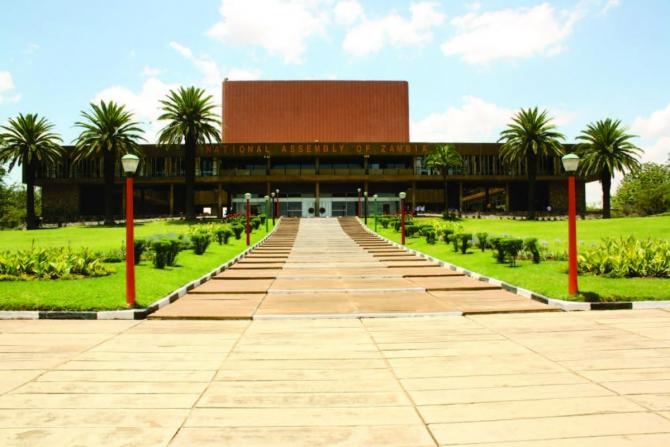
Het Parlementsgebouw in Lusaka

| Naam                 | Partij     | Begin termijn | Einde termijn |
| -------------------- | ---------- | ------------- | ------------- |
| Thomas Spurgeon Page |            | 1948          | 1956          |
| Thomas Williams      |            | 1956          | 1964          |
| Wesley Nyirenda      | UNIP       | 1964          | 1968          |
| Robinson Nabulyato   | UNIP       | 1968          | 1988          |
| Fwanyanga Mulikita   | UNIP       | 1988          | 1991          |
| Robinson Nabulyato   | Partijloos | 1991          | 1998          |
| Amusaa Mwanamwambwa  | MMD        | 1998          | 2011          |
| Patrick Matibini     | Partijloos | 2011          | heden         |

## Overzicht parlementsverkiezingen
- Zambiaanse parlementsverkiezingen (1968)
- Zambiaanse parlementsverkiezingen (1973)
- Zambiaanse parlementsverkiezingen (1978)
- Zambiaanse parlementsverkiezingen (1983)
- Zambiaanse parlementsverkiezingen (1988)
- Zambiaanse parlementsverkiezingen (1991)
- Zambiaanse parlementsverkiezingen (1996)
- Zambiaanse parlementsverkiezingen (2001)
- Zambiaanse parlementsverkiezingen (2006)
- Zambiaanse parlementsverkiezingen (2011)
- Zambiaanse parlementsverkiezingen (2016)